# Управление разведки и контрразведки
Управление разведки и контрразведки/РУ Министерства энергетики США (англ. Office of Intelligence and Counterintelligence) — аналитическое подразделение министерства энергетики США, в задачи которого входит анализ секретной информации в области атомной энергии и ядерных технологий, а также выработка мер по защите секретных данных по атомным проектам промышленности США.
РУ Министерства энергетики США проводит анализ разведывательной информации о деятельности России, Китая и других держав в области атомной энергии, участвует в разработке мер воздушно-космической разведки мест проводимых ядерных испытаний, отвечает за организацию работы по оценке возможностей стран в области создания ядерного оружия, новых ядерных технологий, отслеживает деятельность стран — поставщиков материалов для атомной промышленности. Персонал управления оценивается в 450 человек (2006), бюджет — в 40 млн долларов.
Входит в состав служб разведывательного сообщества США.

## Организационная структура
Первоначально состояло из трёх отделов — разведки, контрразведки и административного, впоследствии к ним добавился отдел экологической безопасности.
В настоящее время включает в себя:
- Разведывательный отдел (англ. Directorate of Intelligence) — занимается внешней разведкой в сфере ядерных технологий;
- Контрразведывательный отдел (англ. Counterintelligence Directorate) — обеспечивает защиту секретной информации министерства энергетики от иностранных разведок и разработку мер по контрразведывательному обеспечению атомной промышленности в целом;
- Административный отдел (англ. Management Directorate) — занимается кадровыми, финансовыми вопросами, техническим обеспечением деятельности подразделений министерства и его внутренней безопасности;
- Отдел энергетической и экологической безопасности  (англ. Energy and Environmental Security Directorate) — занимается исследованиями влияния работы ядерных объектов промышленности на окружающую среду и возникающих при этом угроз национальной безопасности США.